# 吉尔贝·布尼奥尔
吉尔贝·布尼奥尔（法語：Gilbert Bougnol，1866年8月31日—1947年10月20日），法国男子击剑运动员。他曾代表法国参加1900年夏季奥林匹克运动会击剑比赛，获得男子重剑大师赛银牌。